# Jean-Louis Petitot

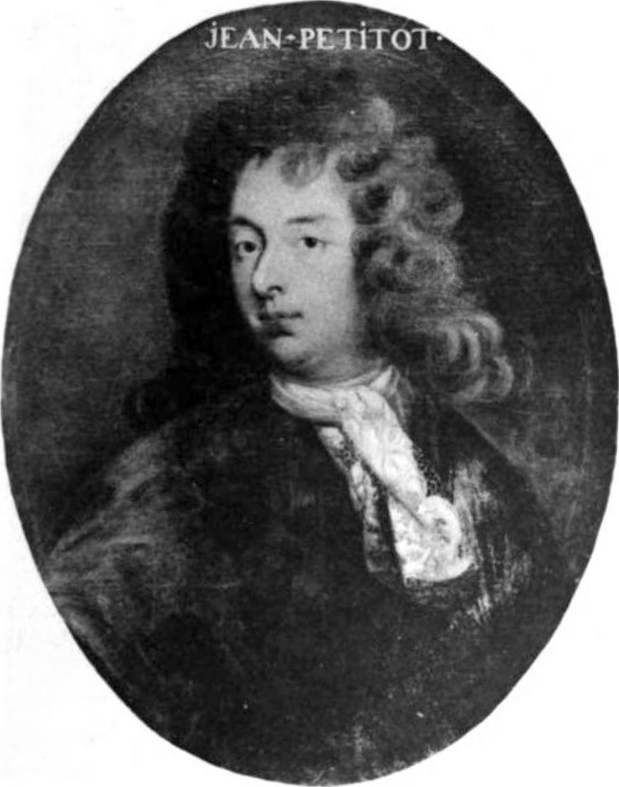
Jean-Louis Petitot.

Jean-Louis Petitot, född i Blois den 2 januari 1653, död den 29 oktober 1702 i La Queue-en-Brie,  var en fransk emaljmålare. Han var äldste son till Jean Petitot.
Den unge Petitot lärdes upp i emaljbränning av sin far. En del av hans arbeten påminner så mycket om den äldre Petitot att det är svårt att skilja mellan dem och han ansågs som den ende allvarlige konkurrent hans far någonsin hade. Han slog sig för en tid ned i London, där han stannade till 1682, och målade många porträtt av Karl II. År 1682 flyttade han till Paris, men 1695 återvände han till London, där han blev kvar nästan ända till sin död.
Hans porträtt, utfört av Mignard, finns i museet i Genève och ett annat, i emalj av honom själv, fanns i earlens av Dartrey samling, som också innehöll två av hans hustru, Madeleine Bordier, som han äktade 1683. Ett annat porträtt som tros föreställa honom tillhörde John Pierpont Morgan.